# Червоное (Широковский район)
Черво́ное (укр. Червоне) — село,
Новомалиновский сельский совет,
Широковский район,
Днепропетровская область,
Украина.
Код КОАТУУ — 1225886601. Население по переписи 2001 года составляло 199 человек.

## Географическое положение
Село Червоное находится на расстоянии в 0,5 км от села Яблоновка и в 1,5 км от села Широкая Долина.
Рядом проходит железная дорога, станция Ингулец в 6-и км.

## Известные уроженцы, жители
- Киричек, Пётр Максимович (1921—2014) — советский и украинский учёный-литературовед.